# 讷尔巴里县
讷尔巴里县（英語：Nalbari District）是印度的一個縣，位於該國東北部，由阿薩姆邦負責管轄，面積2,257平方公里，2011年人口769,919，七成半人口信奉印度教，人口密度每平方公里341人。

## 外部連結
- Nalbari District administration （页面存档备份，存于）

26°27′00″N 91°26′24″E / 26.45000°N 91.44000°E